# دميرتشي سفلي
دميرتشي سفلي (بالإنجليزية: Damirchi-ye Sofla)‏ هي قرية تقع في أردبيل في إيران. يقدر عدد سكانها بـ 152 نسمة بحسب إحصاء 2016.